# ヘリックスホライゾン
『ヘリックスホライゾン』（HELIX HORIZON）は、株式会社KUMORAによるスマートフォン向けゲームアプリ。日本国内では2017年春に配信。公式略称は「ヘリホラ」。2018年3月16日にすべてのサービスが終了した。
日本の声優を起用した中国製日系ゲームのひとつ。

## 世界観
混沌から生み出され回旋する夢境の中で形成しつつある世界は、やがて固い大陸になっていた。大陸には北方のライオンハート公国と南方のラ・ヨック共和国、そして主人公達が活躍するファンゼルという琥珀色に輝く街がある。

## 登場人物

### 主要人物
アルン
声 - 代永翼
チュウ
声 - 萩原あみ
キジバト
声 - 上坂すみれ
フィカ
声 - 内田彩
白星
声 - 青木瑠璃子
サカン
声 - 三浦勝之